# Représentations diplomatiques en Chypre du Nord

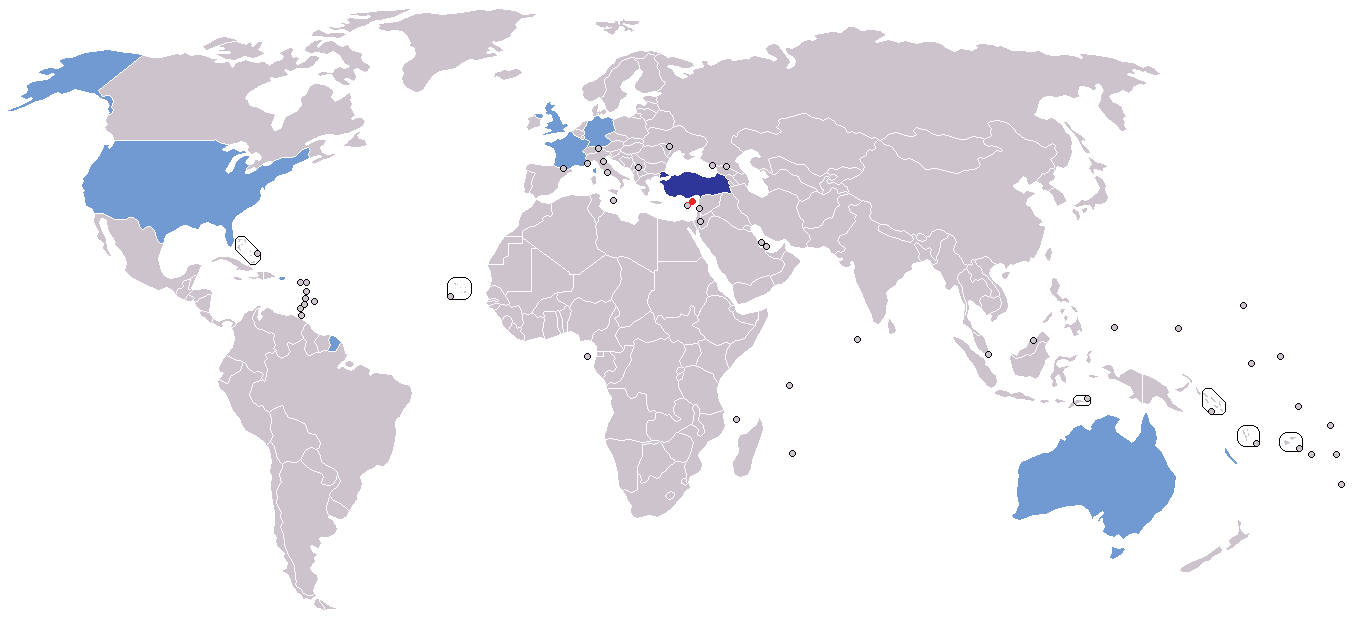
Carte des représentations diplomatiques en Chypre du Nord
Chypre du Nord
États avec ambassade en Chypre du Nord
États ayant un bureau de représentation en Chypre du Nord

Voici une liste des représentations diplomatiques en Chypre du Nord.

## Ambassade
Nicosie-Nord
- Turquie (Ambassade)

## Bureaux de représentation
- Australie
- Allemagne
- États-Unis
- France (Bureau culturel)
- Italie
- Royaume-Uni

## Missions
- Union européenne (Bureau de soutien)